# San Miguel Silahua
San Miguel Silahua är en ort i Mexiko.   Den ligger i kommunen La Huacana och delstaten Michoacán de Ocampo, i den södra delen av landet, 290 km väster om huvudstaden Mexico City. San Miguel Silahua ligger 195 meter över havet och antalet invånare är 166.
Terrängen runt San Miguel Silahua är huvudsakligen kuperad, men västerut är den platt. Runt San Miguel Silahua är det glesbefolkat, med 15 invånare per kvadratkilometer. Närmaste större samhälle är Churumuco de Morelos, 19,5 km öster om San Miguel Silahua. Trakten runt San Miguel Silahua består till största delen av jordbruksmark.